# Y-40
Y-40 er verdens dybeste indendørs pool. Den største dybde i bassinet er 40 meter, overfladetarealet 378m2  (21x18m) og selve bassinet indeholder 4,3 mio. liter vand. 
Y-40 er beliggende ved hotellet Terme Millepini, der ligger i kommunen Montegrotto Terme, Italien, ca. 45 km vest for Venedig. Poolen blev indviet 5. juni 2014, hvor verdensrekordholderen i fridykning, Umberto Pelizzari dykkede ned og målte dybden. Vandet er 32 til 34 grader celsius varmt, således at det er muligt at svømme og dykke i normalt badetøj. Poolen er designet af Emanuele Boaretto og har bl.a. en gangtunnel i 5 meters dybde, så besøgende kan se poolen på nærmeste hold, uden at blive våde.